# New DNA
New DNA es el primer EP del grupo femenino japonés XG. Fue lanzado el 27 de septiembre de 2023 por XGALX. El álbum contiene seis canciones, incluyendo los sencillos de prelanzamiento «GRL GVNG», «TGIF», «New Dance», y su sencillo principal «Puppet Show».

## Antecedentes y lanzamiento
El 30 de junio de 2023, XG anunció el lanzamiento de su primer miniálbum, sin fecha aún establecida. El anuncio vino acompañado del lanzamiento de su primer sencillo de prelanzamiento titulado «GRL GVNG».
El 24 de julio de 2023, las cuentas sociales oficiales de XG anunciaron el lanzamiento del primer miniálbum del grupo titulado New DNA, ha ser publicado el 27 de septiembre del mismo año. El anuncio vino acompañado de una imagen conceptual y una dirección web personalizada para promocionar su venta. «A través de 'New DNA', XG planea mostrar su evolución y tiene como objetivo presentar una satisfacción visual y musical para los espectadores y oyentes. La música y la actuación que planean mostrar demostrarán que el grupo aspira a canciones aún más únicas», señaló XGALX en un comunicado de prensa.

## Lista de canciones
| CD / Descarga digital |               |                                                                       |                                                                               |                 |          |  |
| N.º                   | Título        | Letras                                                                | Música                                                                        | Arreglos        | Duración |  |
| 1.                    | «Hesonoo»     | JAKOPS, Chancellor                                                    | Chancellor, JAKOPS                                                            | Chancellor      | 0:53     |  |
| 2.                    | «X-Gene»      | JAKOPS, Dayday, Chancellor                                            | Chancellor, JAKOPS, Knave                                                     | Chancellor      | 1:25     |  |
| 3.                    | «GRL GVNG»    | JAKOPS, Rachel West, Dayday                                           | JAKOPS, Lantz, Rachel West                                                    | Lantz           | 3:08     |  |
| 4.                    | «TGIF»        | JAKOPS, Aleesia Stamkos, Lantz, Dayday                                | JAKOPS, 220, Aleesia Stamkos, Lantz, Dayday                                   | 220, Chancellor | 2:51     |  |
| 5.                    | «New Dance»   | JAKOPS, Chalra Warmley, Sherwood Brown Jr., Theron Thomas, Chancellor | JAKOPS, Stroud, Chalra Warmley, Sherwood Brown Jr., Theron Thomas, Chancellor | Chancellor      | 3:18     |  |
| 6.                    | «Puppet Show» | JAKOPS, Rachel West, Dayday                                           | JAKOPS, 220, Lantz, Rachel West, Dayday                                       | 220, Lantz      | 3:19     |  |
| 14:57                 |               |                                                                       |                                                                               |                 |          |  |

## Premios y reconocimientos

### Listados
| Publicación   | Listado                                         | Lugar    | Ref.  |
| ------------- | ----------------------------------------------- | -------- | ----- |
| Real Zenerate | 15 K-pop albums of 2023                         | Incluida | [ 5 ] |
| Rolling Stone | Best Music of 2023: Staff Picks (Kristine Kwak) | Incluida | [ 6 ] |

## Historial de lanzamiento
| País   | Fecha                    | Formato                         | Sello |
| ------ | ------------------------ | ------------------------------- | ----- |
| Varios | 27 de septiembre de 2023 | CD, Descarga digital, streaming | XGALX |